# Latrobe (Pennsylvanie)
Pour les articles homonymes, voir Latrobe.
Latrobe (en anglais [leɪˈtroʊb]) est une ville située dans le comté de Westmoreland, dans le Commonwealth de Pennsylvanie, aux États-Unis, au sud-est de Pittsburgh. Sa population s’élevait à 8 338 habitants lors du recensement de 2010, estimée à 8 003 habitants en 2016.

## Histoire
Les plans de la ville ont été dessinés en 1852 par Oliver Barnes, qui a donné à la localité le nom de son meilleur ami, l’ingénieur des chemins de fer Benjamin Henry Latrobe Jr., fils de l’architecte Benjamin Henry Latrobe. En 1854, la communauté a été incorporée en tant que borough. Elle n’a été incorporée en tant que ville qu’en 1999.
La première abbaye bénédictine des États-Unis y a été fondée en 1846 par le P. Boniface Wimmer, venu de l'abbaye de Metten, en Bavière. Cette abbaye Saint-Vincent est à l'origine de plusieurs établissements d’éducation prestigieux dans le pays.

### Football américain
Le premier match professionnel de football américain a eu lieu dans la ville, en 1896. Le quarterback a été payé 10 $.

## Transports
Latrobe est desservie par un aéroport régional (Arnold Palmer Regional Airport, code AITA : LBE, code OACI : KLBE, code FAA : LBE), qui s’appelait précédemment Westmoreland County Airport.

## À noter
Le dessert banana split a été inventé à Latrobe par David Strickler.

## Personnalités liées à la ville
Latrobe est la ville natale de :
- Gregory S. Forbes (1950), chercheur universitaire en météorologie et expert des orages pour The Weather Channel ;
- Arnold Palmer (1929-2016), golfeur ;
- Fred Rogers (1928-2003), animateur et producteur d'émissions pour enfants de la télévision américaine.